# محطة قطار رقوش أحمد
محطة رقوش أحمد هي محطة قطار جزائرية تقع في إقليم بلدية شيحاني بولاية الطارف .

## الموقع في السكك الحديدية
تَقع المحطة في منطقة رقوش أحمد غرب بلدية شيحاني على الخط الممتد من عنابة إلى جبل العنق. تسبقها محطة شيحاني بشير وتتبعها محطة بوخموزة.

## خدمة الركاب

### خدمة
وَتخدم محطة رقوش أحمد القطارات الجهوية :
- عنابة – تبسة؛
- عنابة – شيهاني بشير .

### روابط خارجية
- "SNTF". Société nationale des transports ferroviaires (SNTF). مؤرشف من الأصل في 2025-05-31..